# 那加巾下町
那加巾下町（なかはばしたちょう）は、岐阜県各務原市の地名。丁番を持たない単独町名である。

## 地理
各務原市の那加地区に属する。
町域の東部と北部は蘇原花園町、西部は那加前洞新町、南部は那加不動丘である。
町域には新境川が流れる。
地名は那加前洞町の小字の巾下に因む。
道路
- 県道93号川島三輪線
- さくら通り

## 歴史
1979年（昭和54年）1月20日、那加前洞町の一部をもって那加巾下町が成立。

## 世帯数と人口
2024年（令和6年）10月1日現在の世帯数と人口は以下の通りである。尚、各務原市の統計上、那加巾下町の世帯数・人口数は那加御屋敷町を合わせて記述する。尚、2020年10月時点での那加御屋敷町の世帯数・人口数は2世帯9人である。
| 丁目                     | 世帯数  | 人口  |
| ------------------------ | ------- | ----- |
| 那加巾下町・那加御屋敷町 | 270世帯 | 663人 |

## 小・中学校の学区
市立小・中学校に通う場合、学区は以下の通りとなる。尚、那加巾下町の自治会は不動丘北自治会である。
| 番・番地等 | 小学校                   | 中学校               |
| ---------- | ------------------------ | -------------------- |
| 全域       | 各務原市立那加第二小学校 | 各務原市立桜丘中学校 |